# Aleksandr’s Price
Az Aleksandr’s Price egy 2013-as amerikai független pszichológiai drámafilm. A filmet Pau Masó írta, rendezte, valamint a főszerepet is ő játssza. Franciaországban Le prix de l’innocence címmel jelent meg, magyar címe nincs.

## Cselekmény
Aleksandr Ivanov illegális orosz bevándorló, aki New Yorkban él. Édesanyja erős gyógyszereket szed, hogy kordában tudja tartani dühkitöréseit, ám végül nem bírja tovább, és öngyilkos lesz. Az édesanyja öngyilkossága által okozott trauma miatt prostituált lesz, és lassan elsüllyed New York szexvilágának sötétségében. A halál olyan mély traumát okoz, hogy csak egy barátnője segítségével képes új életet találni; így válik eszkorttá. Eközben folyamatos belesüllyed a New York-i szexuális élet útvesztőibe, ahol még a (plátói) szerelmet is megtalálja.

## Szereposztás
- Pau Masó – Aleksandr
- Anatoli Grek – Dr. Mary
- Josh Berresford – Keith
- Samantha Glovin – Emma
- Keith Dougherty – Tom
- Olivier Canovas – Nathan
- Roland Max – John
- Terrence Hewitt – The Host
- Marc I. Daniels – Joseph
- Roy Pollack – Kyle
- Danny Boushebel – Clive
- Mark-Eugene Garcia – Michael

## Forgalmazás
A film hivatalos előzetese (trailer) 2013 márciusában készült el. 2013. szeptember 24-én mutatták be az Amerikai Egyesült Államokban és Kanadában, október 25-én pedig Németországban. Franciaországban pedig már augusztus 28-án, bár a hivatalos megjelenés időpontja az amerikai. Magyarországon nem került a mozikba.